# October Tour
Tournées par U2
Boy Tour 
(1980-81) War Tour (1982-83)
L'October Tour était une tournée de concerts du groupe de rock irlandais U2 qui a eu lieu en 1981 et 1982 pour soutenir le deuxième album studio du groupe, October, sorti en octobre 1981.

## Itinéraire
La tournée a suivi un parcours similaire à celui de la tournée précédente et consistait en cinq étapes, trois en Europe et deux en Amérique du Nord. La première étape a débuté en Irlande en août 1981 et s'est achevée à Berlin au début du mois de novembre. Au total, 33 concerts ont eu lieu. Peu de temps après la première étape européenne, U2 s'est rendu en Amérique du Nord pour donner 23 concerts en un mois. Une deuxième étape européenne a eu lieu entre décembre 1981 et février 1982 avant de retourner aux États-Unis pour effectuer la plus longue étape de la tournée. La quatrième étape s'est déroulée de février à avril et était composée de 32 concerts, soit beaucoup moins que les étapes européennes et américaines du Boy tour. Après une courte pause, la tournée s'est terminée par un final de 9 concerts en Europe.

## Setlist
La 'setlist' a varié chaque soir tout au long de la tournée, avec huit chansons d'October et dix chansons de Boy jouées. Des chansons telles que Rejoice, Another Time, Another Place, With a Shout (Jerusalem) et Fire ont été supprimées de la 'setlist' vers la fin de la tournée. Gloria a été jouée à presque tous les concerts, tandis que The Ocean (utilisée comme ouverture pour la tournée précédente) a été jouée principalement comme chanson de clôture. Enfin, le nouveau single de U2 A Celebration (qui ne se trouve sur aucun album du groupe) publié en mars 1982, a fait également son apparition à la fin de la tournée américaine.

## Dates de la tournée
| Date                                 | Ville                             | Pays             | Lieu                                          |
| Étape 1 : Europe                     | Étape 1 : Europe                  | Étape 1 : Europe | Étape 1 : Europe                              |
| ------------------------------------ | --------------------------------- | ---------------- | --------------------------------------------- |
| 16 août 1981                         | County Meath                      | Irlande          | Slane Castle                                  |
| 1er octobre 1981                     | Norwich                           | Angleterre       | University of East Anglia                     |
| 2 octobre 1981                       | Nottingham                        | Angleterre       | Rock City                                     |
| 3 octobre 1981                       | Salford                           | Angleterre       | Université de Salford                         |
| 6 octobre 1981                       | Coventry                          | Angleterre       | Université de Warwick                         |
| 7 octobre 1981                       | Leicester                         | Angleterre       | Polytechnic                                   |
| 8 octobre 1981                       | Sheffield                         | Angleterre       | Lyceum                                        |
| 9 octobre 1981                       | Newcastle                         | Angleterre       | Mayfair Ballroom                              |
| 10 octobre 1981                      | Liverpool                         | Angleterre       | Royal Court Theatre                           |
| 12 octobre 1981                      | Brighton                          | Angleterre       | Top Rank                                      |
| 13 octobre 1981                      | Portsmouth                        | Angleterre       | Locarno                                       |
| 14 octobre 1981                      | Cardiff                           | Pays de Galles   | Top Rank                                      |
| 16 octobre 1981                      | Stoke-on-Trent                    | Angleterre       | Kings Hall                                    |
| 17 octobre 1981                      | Bracknell                         | Angleterre       | Bracknell Sports Centre                       |
| 18 octobre 1981                      | Bristol                           | Angleterre       | Locarno                                       |
| 19 octobre 1981                      | Birmingham                        | Angleterre       | Locarno                                       |
| 21 octobre 1981                      | Hemel Hempstead                   | Angleterre       | Pavilion Hemel                                |
| 24 octobre 1981                      | Deinze                            | Pays-Bas         | Breilport                                     |
| 25 octobre 1981                      | Herenthout                        | Belgique         | Zaal Lux                                      |
| 26 octobre 1981                      | Paris                             | France           | Élysée Montmartre                             |
| 28 octobre 1981                      | Leyde                             | Pays-Bas         | Stadsgehoorzaal                               |
| 29 octobre 1981                      | Tilbourg                          | Pays-Bas         | De Harmonie                                   |
| 30 octobre 1981                      | Amsterdam                         | Pays-Bas         | Paradiso                                      |
| 31 octobre 1981                      | Arnhem                            | Pays-Bas         | Stokvishal                                    |
| 1er novembre 1981                    | Rotterdam                         | Pays-Bas         | De Lantaarn                                   |
| 3 novembre 1981                      | Hambourg                          | Allemagne        | Fabrik                                        |
| 4 novembre 1981                      | Berlin                            | Allemagne        | Metropol                                      |
| Étape 2 : Amérique du Nord et Europe |                                   |                  |                                               |
| 14 novembre 1981                     | Boston (Massachusetts)            | États-Unis       | Orpheum Theatre                               |
| 17 novembre 1981                     | Providence (Rhode Island)         | États-Unis       | Center Stage                                  |
| 20 novembre 1981                     | New York                          | États-Unis       | The Ritz Club                                 |
| 21 novembre 1981                     | New York                          | États-Unis       | The Ritz Club                                 |
| 22 novembre 1981                     | New York                          | États-Unis       | The Ritz Club                                 |
| 24 novembre 1981                     | Passaic (New Jersey)              | États-Unis       | Hitsville North Nightclub                     |
| 25 novembre 1981                     | Asbury Park (New Jersey)          | États-Unis       | Hitsville South Nightclub                     |
| 28 novembre 1981                     | Los Angeles (Californie)          | États-Unis       | Hollywood Palladium                           |
| 29 novembre 1981                     | San Francisco (Californie)        | États-Unis       | The Warfield Theatre                          |
| 1er décembre 1981                    | Atlanta (Géorgie)                 | États-Unis       | The Agora                                     |
| 2 décembre 1981                      | Nashville (Tennessee)             | États-Unis       | Vanderbilt University                         |
| 4 décembre 1981                      | Royal Oak (Michigan)              | États-Unis       | Royal Oak Music Theatre                       |
| 5 décembre 1981                      | Grand Rapids (Michigan)           | États-Unis       | Fountain Street Church                        |
| 6 décembre 1981                      | Chicago (Illinois)                | États-Unis       | Park West                                     |
| 8 décembre 1981                      | Cleveland (Ohio)                  | États-Unis       | Agora Theatre                                 |
| 11 décembre 1981                     | Washington (district de Columbia) | États-Unis       | Ontario Theater                               |
| 12 décembre 1981                     | Hartford (Connecticut)            | États-Unis       | Stage West                                    |
| 13 décembre 1981                     | Lido Beach (New York)             | États-Unis       | Malibu Dance Club                             |
| 20 décembre 1981                     | Londres                           | Angleterre       | Lyceum Ballroom                               |
| 21 décembre 1981                     | Londres                           | Angleterre       | Lyceum Ballroom                               |
| 31 décembre 1981                     | Los Angeles (Californie)          | États-Unis       | Staples Center                                |
| 23 janvier 1982                      | Galway                            | Irlande          | Leisureland                                   |
| 24 janvier 1982                      | Cork                              | Irlande          | Cork City Hall                                |
| 26 janvier 1982                      | Dublin                            | Irlande          | RDS Main Hall                                 |
| Étape 3 : Amérique du Nord           |                                   |                  |                                               |
| 11 février 1982                      | La Nouvelle-Orléans (Louisiane)   | États-Unis       | SS President Riverboat                        |
| 13 février 1982                      | Austin (Texas)                    | États-Unis       | The Opry House                                |
| 19 février 1982                      | Saint-Louis (Missouri)            | États-Unis       | Night Moves                                   |
| 21 février 1982                      | Minneapolis (Minnesota)           | États-Unis       | First Avenue                                  |
| 22 février 1982                      | Madison (Wisconsin)               | États-Unis       | Headliners                                    |
| 23 février 1982                      | Champaign (Illinois)              | États-Unis       | University of Illinois                        |
| 25 février 1982                      | Kansas City (Missouri)            | États-Unis       | Uptown Theater                                |
| 27 février 1982                      | Denver (Colorado)                 | États-Unis       | Rainbow Music Hall                            |
| 28 février 1982                      | Comté de Lincoln (Colorado)       | États-Unis       | Colorado State University                     |
| 3 mars 1982                          | Fort Myers (Floride)              | États-Unis       | Lee County Civic Center                       |
| 4 mars 1982                          | West Palm Beach (Floride)         | États-Unis       | Civic Auditorium                              |
| 5 mars 1982                          | Tampa (Floride)                   | États-Unis       | Curtis Hixon Hall                             |
| 6 mars 1982                          | Tallahassee (Floride)             | États-Unis       | Leon County Arena                             |
| 10 mars 1982                         | Knoxville (Tennessee)             | États-Unis       | University of Tennessee                       |
| 11 mars 1982                         | Atlanta (Géorgie)                 | États-Unis       | Atlanta Civic Center                          |
| 12 mars 1982                         | Memphis (Tennessee)               | États-Unis       | North Hall Auditorium                         |
| 14 mars 1982                         | Indianapolis (Indiana)            | États-Unis       | Indiana Convention Center                     |
| 16 mars 1982                         | Amherst (Massachusetts)           | États-Unis       | University of Massachusetts Bowker Auditorium |
| 17 mars 1982                         | New York                          | États-Unis       | The Ritz Club                                 |
| 18 mars 1982                         | New York                          | États-Unis       | The Ritz Club                                 |
| 19 mars 1982                         | Garden City (New York)            | États-Unis       | Nassau County Community College Ballroom      |
| 20 mars 1982                         | Providence (Rhode Island)         | États-Unis       | Alumnae Hall, Brown University                |
| 21 mars 1982                         | Phoenix (Arizona)                 | États-Unis       | Nightclub                                     |
| 25 mars 1982                         | Phoenix (Arizona)                 | États-Unis       | Coliseum                                      |
| 26 mars 1982                         | San Diego (Californie)            | États-Unis       | San Diego Sports Arena                        |
| 27 mars 1982                         | Los Angeles (Californie)          | États-Unis       | Los Angeles Sports Arena                      |
| 29 mars 1982                         | San Francisco (Californie)        | États-Unis       | Civic Center                                  |
| 30 mars 1982                         | San Francisco (Californie)        | États-Unis       | Civic Center                                  |